# Лох-Лінн-Гайтс (Меріленд)
Лох-Лінн-Гайтс (англ. Loch Lynn Heights) — місто (англ. town) в США, в окрузі Ґерретт штату Меріленд. Населення — 493 особи (2020).

## Географія
Лох-Лінн-Гайтс розташований за координатами 39°23′31″ пн. ш. 79°22′22″ зх. д. / 39.39194° пн. ш. 79.37278° зх. д. (39.391832, -79.372670).  За даними Бюро перепису населення США в 2010 році місто мало площу 0,82 км², уся площа — суходіл.

## Демографія
Згідно з переписом 2010 року, у місті мешкали 552 особи в 203 домогосподарствах у складі 157 родин. Густота населення становила 670 осіб/км².  Було 228 помешкань (277/км²).
Расовий склад населення:
| - 98,7 % — білих - 0,2 % — чорних або афроамериканців |

До двох чи більше рас належало 0,9 %. Частка іспаномовних становила 0,4 % від усіх жителів.
За віковим діапазоном населення розподілялося таким чином: 30,8 % — особи молодші 18 років, 57,2 % — особи у віці 18—64 років, 12,0 % — особи у віці 65 років та старші. Медіана віку мешканця становила 32,8 року. На 100 осіб жіночої статі у місті припадало 86,5 чоловіків;  на 100 жінок у віці від 18 років та старших — 81,9 чоловіків також старших 18 років.
Середній дохід на одне домашнє господарство  становив 49 843 долари США (медіана — 36 250), а середній дохід на одну сім'ю — 54 162 долари (медіана — 38 750). За межею бідності перебувало 28,8 % осіб, у тому числі 47,3 % дітей у віці до 18 років та 22,6 % осіб у віці 65 років та старших.
Цивільне працевлаштоване населення становило 276 осіб. Основні галузі зайнятості: освіта, охорона здоров'я та соціальна допомога — 21,4 %, виробництво — 13,4 %, мистецтво, розваги та відпочинок — 12,3 %.